# James Garfield Gardiner
Pour les articles homonymes, voir Gardiner.
James Garfield Gardiner (né le 30 novembre 1883 et décédé le 2 janvier 1962) était un fermier et homme politique canadien. Il a été premier ministre de la Saskatchewan à deux reprises et ministre au sein du Cabinet du Canada.